# Kirche Unserer Frau von Damaskus in Valletta

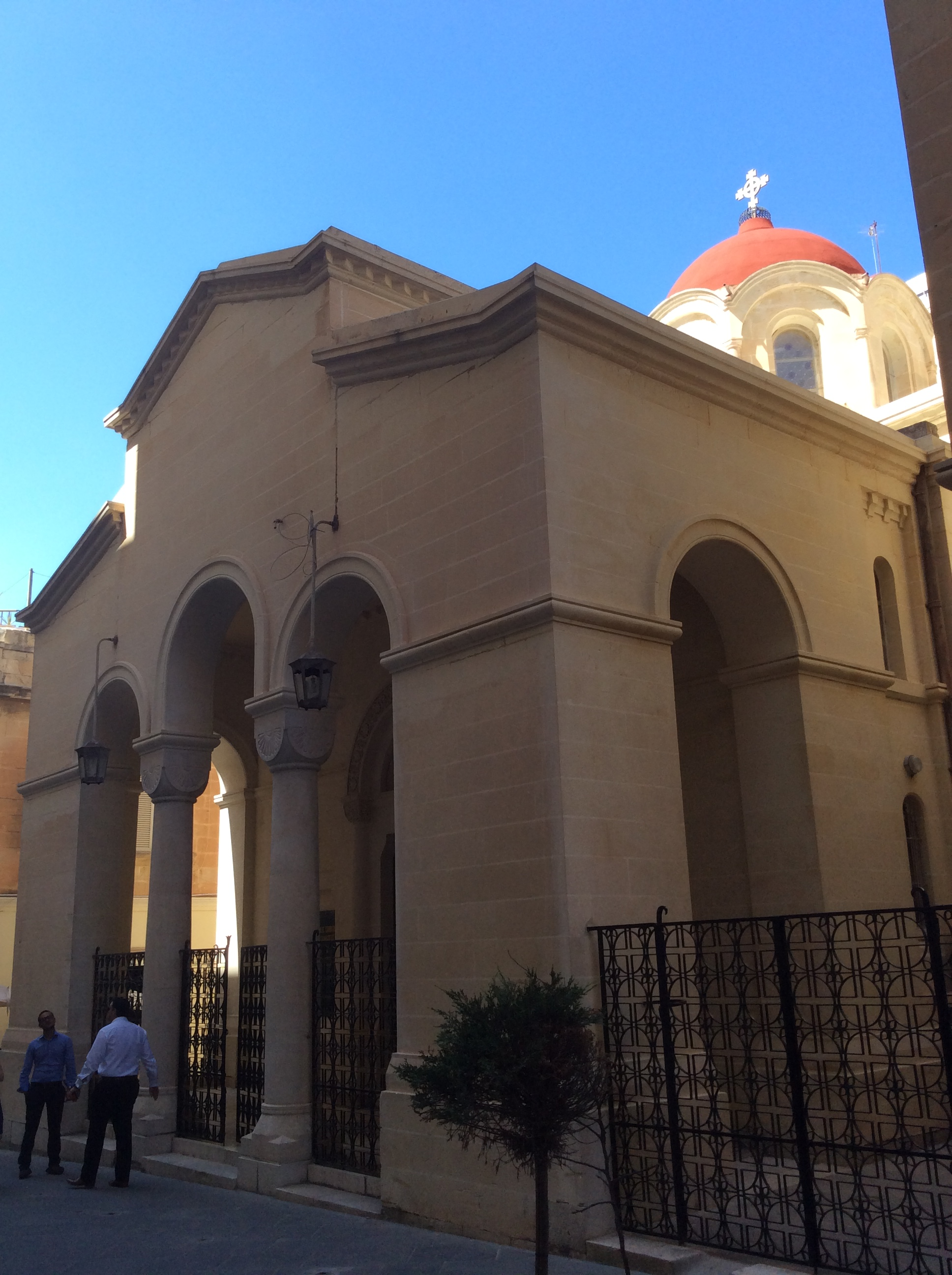
Melkitische griechisch-katholische Kirche Unserer Frau von Damaskus in Valletta, 2016

Die Kirche Unserer Frau von Damaskus (griechisch Εκκλησία της Παναγίας της Δαμασκού, maltesisch Il-Knisja tal-Madonna ta' Damasku) ist eine Kirche der melkitischen griechisch-katholischen Kirche Maltas in der maltesischen Hauptstadt Valletta.

## Geschichte
Die Marienikone aus Damaskus gelangte 1530 durch die Ritter des Sankt Johannes von Rhodos nach Malta, wo seit 1522 auch zahlreiche griechische Flüchtlinge aus Rhodos lebten. Hier wurde die Ikone zunächst in der Kapelle Unserer Frau von Damaskus in Birgu verwahrt.
Giovanni Calamia, ein Edelmann aus Rhodos, plante zunächst, zwei griechische Kirchen für zwei griechische Ikonen zu errichten, die mit seiner Familie nach Malta gelangt waren. Als Calamia 1579 in Sizilien starb, war die eine Kirche bereits in Bau. Seinem letzten Willen entsprechend wurde die Kirche weiter gebaut und 1580 fertiggestellt. 1587 wurde die Ikone der Madonna von Damaskus in die neue griechisch-katholische Kirche von Valletta gebracht.
Im Zweiten Weltkrieg griffen am 24. März 1942 Flugzeuge der deutschen Luftwaffe die Stadt Valletta an. Dabei wurde die melkitische griechisch-katholische Kirche der Stadt vollständig zerstört, und mehr als 30 Ikonen gingen verloren. Unter Papas George Schiro‘ wurde nach Kriegsende eine neue Kirche im neu-byzantinischen Stil wurde gebaut und am 15. August 1951 von Erzbischof Georgios Halavazis (1881–1957) geweiht. Die Ikone der Madonna von Damaskus konnte gerettet werden und wird nach wie vor hier aufbewahrt. Am 1. Dezember 2016 wurde die Marienikone von der Apsis heruntergenommen und auf Augenhöhe der Gläubigen angebracht, um sie diesen so näherzubringen.

## Nutzung der Kirche
Heute wird die Kirche nicht nur von der melkitischen griechisch-katholischen Kirche Maltas genutzt, sondern auch von der italo-albanischen Kirche, der Armenischen Apostolischen Kirche, der Russisch-Orthodoxen Kirche, der Ukrainischen Orthodoxen Kirche und der Belorussischen Orthodoxen Kirche.

## Patrozinium
Der Titel Unserer Frau von Damaskus geht auf das Jahr 1203 zurück. Damals kam aus einem Marienbild in Damaskus ein wunderbares Öl, mit dem der blinde Sultan von Damaskus 1203 sein Augenlicht zurückbekam. Zum Dank ließ der Sultan vor dem Bild eine ewige Lampe brennen. Die Ikone wurde 1530 von den Rittern des Sankt Johannes nach Malta gebracht und kam 1587 in die griechisch-katholische Kirche Unserer Frau von Damaskus. Eine ähnliche Erscheinung an einem Marienbild in ihrer Wohnung hatte im Damascener Stadtteil Ṣūfāniyya (nordöstlich vom alten Stadttor Bāb Tūmā, also außerhalb der Altstadt) die griechisch-katholische Christin Myrna Nazzour – die Erscheinung Unserer Frau von Ṣūfāniyya. 1975 wurde auch in Damaskus im Stadtteil al-Qusūr eine melkitische griechisch-katholische Kirche Unserer Frau von Damaskus eröffnet, die mit ihrem Namen an die Marienerscheinung in der Stadt 1203 erinnert. Die Kirche feiert jährlich am 6. Mai das Fest Unserer Frau von Damaskus.